# Эстафета

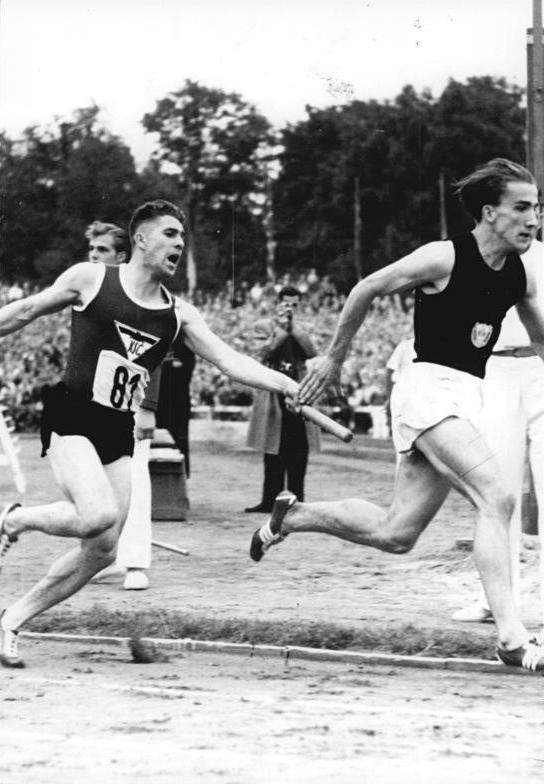
Спринтерская эстафета 4×100 м (фото 1956 года)

Эстафе́та (через фр. éstaffette, итал. staffetta, от staffa — «стремя») — совокупность командных спортивных дисциплин, в которых участники один за другим проходят этапы, передавая друг другу очередь перемещаться по дистанции. В лёгкой атлетике переход с этапа на этап осуществляется передачей эстафетной палочки (стадионные виды) или ленты (экидэн); в лыжных видах — физическим касанием рукой атлета следующего этапа, в плавании — касанием бортика. Задача эстафетной команды — первой добраться до финиша.

## История

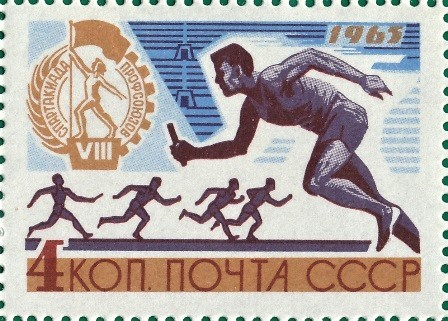
Почтовая марка СССР. 1965. VIII Всесоюзная летняя Спартакиада профсоюзов. Эстафетный бег. Номер в каталоге ЦФА 3246

Спортивный термин «эстафета» происходит от понятия «конная эстафета» — скорая почта, посылка нарочных верховых гонцов.
Разнообразные виды эстафет входят в программу соревнований профессиональных атлетов в таких видах спорта, как биатлон, лёгкая атлетика, плавание, конькобежный спорт, спортивное ориентирование.
Эстафетами также называют:
- любительские спортивные мероприятия[6]
- общественно-политические мероприятия[7]

Эстафеты — популярнейший зрелищный вид спорта, который входит в программу олимпиад с 1900 года (плавание), с 1908 года (лёгкая атлетика), с 1936 года (лыжные гонки).

## Лёгкая атлетика

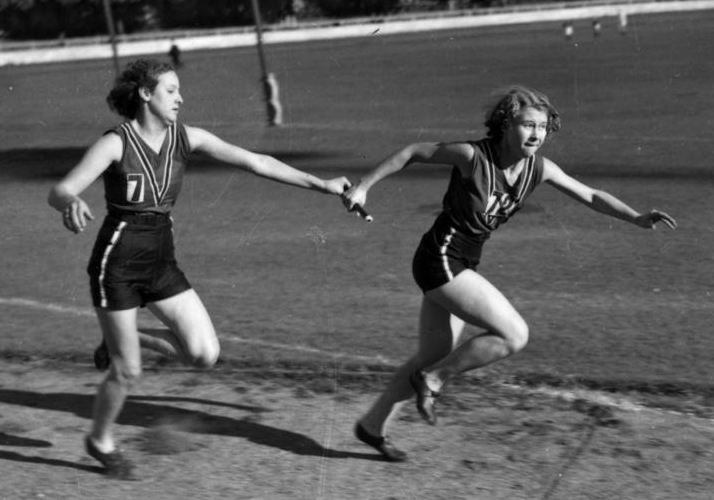
Передача эстафетной палочки

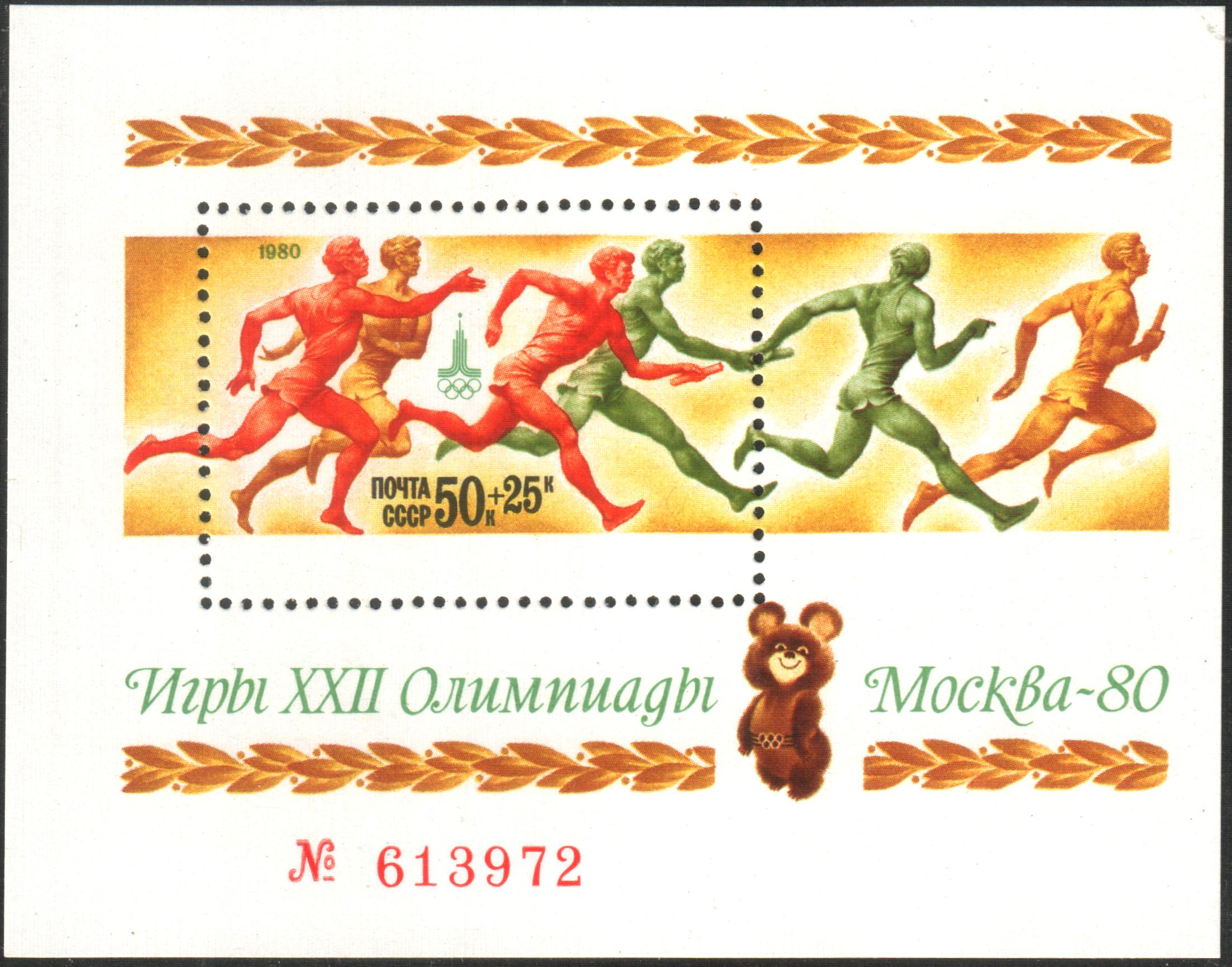
Эстафетный бег на почтовом блоке, посвящённом Олимпиаде-80

### Программа
В программу чемпионатов мира (также Европы и Олимпийских игр) входят классические эстафеты: 4×100 м (летний сезон), 4×400 м (летний и зимний сезоны).
Помимо этих дисциплин IAAF также регистрирует мировые рекорды в таких эстафетах, как 4×200 м, 4×800 м, 4×1500 м.
Существуют и другие менее популярные виды эстафет, проводимых на стадионе, например, 4×110 м с барьерами и так называемая «шведская эстафета» 800+400+200+100 м. Также последнее время популярными становятся эстафеты в беге по шоссе и беге по пересечённой местности, где на каждом этапе спортсмены проходят 3—5 и более километров. Эстафета на марафонской дистанции (экидэн) — чрезвычайно популярна в ряде стран.
Эстафеты — единственная командная дисциплина в легкоатлетической программе крупнейших международных соревнований: летних Олимпийских игр, чемпионатов мира и Европы. Фактически атлеты, входящие в состав эстафетной команды на высшем уровне, выступают всего один раз в год.

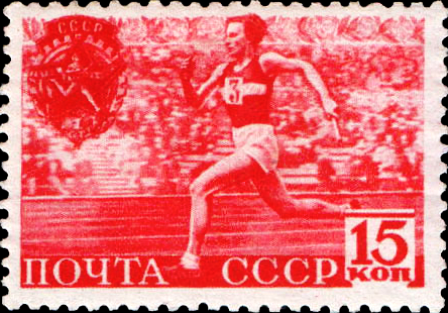
Почтовая марка СССР, 1940 год. Серия «Готов к труду и обороне СССР!»

### Правила данного вида спорта
Основные правила регламентируют правильную передачу палочки с этапа на этап и запрещают спортсмену мешать соперникам проходить дистанцию. Передача должна осуществляться в пределах специального коридора (в эстафете 4×100 м его длина 20 метров). Спортсменам нельзя пользоваться никаким клеящим составом или перчатками для удержания палочки.
Наиболее часто встречающиеся технические ошибки:
- потеря палочки;
- передача вне коридора;
- препятствование соперникам в свободной передаче палочки или в прохождении дистанции.

В спринтерских эстафетах чёткая передача палочки играет ключевую роль и отрабатывается долгими тренировками.

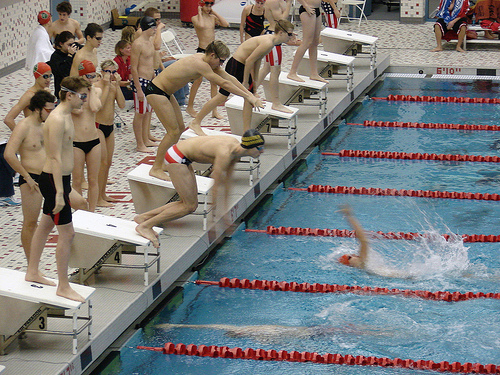
Эстафета в плавании

## Лыжный спорт
В программу крупнейших соревнований по лыжному спорту входит эстафета 4×10 км (мужчины) и 4×5 км (женщины).

## Биатлон
В программу чемпионатов мира и Олимпийских игр входят мужская эстафета 4×7,5 км, женская 4×6 км а также смешанная эстафета 2×6 км + 2×7,5 км.

## Плавание
В программу крупнейших соревнований (50- и 25-метровый бассейн) входят три эстафеты: 4×100 м 4×200 м вольным стилем и комбинированная 4×100 м (у мужчин и женщин), а также регистрируются мировые рекорды в этих дисциплинах.